# Kalam juif
Le kalam juif fut la première forme de philosophie judéo-islamique. Elle évolua en réponse au Kalam islamique, qui était lui-même une réponse à l'aristotélisme. Le terme est d'usage récent, et ne fut jamais utilisé par ses adhérents, qui se dénommaient simplement Mutakallimūn (Kalamistes), comme les autres praticiens de la doctrine ; c'est également ainsi qu'ils sont appelés par Moïse Maïmonide et d'autres penseurs juifs.
Apparu concomitamment avec le karaïsme, il fut adopté avec enthousiasme par ceux-ci, et demeura leur doctrine majeure tout au long de leur histoire. Toutefois, l'adepte le plus célèbre et le plus sophistiqué du kalam juif, fut leur adversaire, Saadia Gaon.
Moïse Maïmonide, dans son Guide des égarés, fait fréquemment référence aux opinions des Mutakallimūn — juifs et musulmans — et les dispute, arborant une opinion peu amène du Kalam en général. Juda Halevi fait également référence aux adeptes juifs du Kalam, mais ne mentionne que les Karaïtes (Wolfson 1967).

## Principes du Kalam juif
Selon (Stroumsa 2003), les grands principes du Kalam juif sont les suivants:
- L'observation du monde naturel révèle l'existence d'un Créateur
- Le monde/univers a été créé ex nihilo plutôt qu'à partir d'un substrat préexistant
- Le Créateur est absolument différent de toute créature (transcendance)
- Le Créateur est une unité parfaite, sans division
- Les critères moraux humains peuvent être appliqués à Dieu. Dire que Dieu est « sage » ou « bon, » c'est appliquer ces termes au sens propre, et leur signification n'est pas différente de celle communément admise.

### Selon Moïse Maïmonide
Maïmonide fait souvent référence aux Mutakallimūn dans son Guide des Egarés, et traite du sujet en particulier dans les chapitres 73 à 76, à la fin du premier livre (voir aussi Wolfson 1967):

« Quant à ce peu de choses que tu trouves du calâm (sic) chez quelques Gueônîm et chez les Karaïtes, au sujet de l'unité de Dieu et de ce qui s'y rattache, ce sont des choses qu'ils ont empruntées aux Motécallemîn des musulmans, et c'est très peu en comparaison de ce que les musulmans ont écrit là-dessus. Il arriva aussi que, dès que les musulmans eurent commencé (à embrasser) cette méthode, il se forma une certaine secte, celle des Mo'tazales, et nos coreligionnaires leur firent maints emprunts et suivirent leur méthode. Beaucoup plus tard, il naquit parmi les musulmans une autre secte, celle des Asch'ariyya, proférant d'autres opinions, dont on ne trouve rien chez nos coreligionnaires; non pas que ceux-ci aient choisi de préférence la première opinion plutôt que la seconde, mais parce qu'il leur était arrivé par hasard de recevoir la première opinion, et qu'ils l'avaient adoptée en la croyant fondée sur des preuves démonstratives... »

— Moïse Maïmonide, Le Guide des Égarés, pp. 174-175, éditions Verdier
Le Rambam établit dans cette section une histoire de la pensée kalamique, ses sources et ses développements ultérieurs. Il procède ensuite à une attaque systématique de cette école, condamnant une certaine laxité de pensée qu'on y trouverait. Il rejette en particulier la preuve kalamique de l'existence de Dieu et de Son unité déduites de la création du monde dans le temps. Bien que Maïmonide lui-même refuse la doctrine de l'éternité du monde (attribuée à Aristote; voir notamment le Guide, Livre II, chapitre 25), il considère cette proposition comme loin d'être évidente, et non susceptible d'être prouvée. L'approche kalamique part selon lui d'une attitude de convenance, plutôt que de prémisses irréfutables, et la méthodologie des Mutakallimūn est invalidée par leur zèle à produire des preuves s'accordant avec lesdites prémisses.
De plus, il considère ces prémisses comme allant à l'encontre de la nature de l'existence qui est perçue. Il écrit encore que « chacune de leurs prémisses, à quelques exceptions près, est contredite par ce qui est perçu de la nature qui existe, de sorte que les doutes viennent par rapport à eux. » Cependant, il a été noté que dans de nombreux cas, les croyances des Kalamistes étaient plus proches de la réalité que celles de Maïmonide lui-même, en ce qui concerne la nature séparée de la matière, l'existence du vide, et d'autres caractéristiques physiques du monde naturel.

### Principes du Kalam selon Maïmonide
Dans le chapitre 73 du premier livre, Maïmonide présente les 12 prémisses des Mutakallimūn, et réfute la plupart d'entre elles. Ces prémisses sont :
1. L'existence des atomes : le monde est composé de petites particules indivisibles, ne possédant pas de propriétés essentielles (seulement des accidents).
2. L'existence du vide : il existe certains espaces vides de toute substance et matière.
3. Le temps est discret (discontinu) : le temps est fait d'instants fondamentaux qui ne sont eux-mêmes pas décomposables.
4. Chaque corps est sujet à des accidents : tout corps doit avoir soit un accident (une caractéristique non essentielle) soit son opposé. Un corps ne peut pas ne pas connaître d'accidents.
5. Ces accidents existent dans l'atome.
6. Un atome a une durée d'un instant : un atome (c'est-à-dire ses accidents) ne persiste pas plus d'une unité de temps. Dieu doit répéter la création de ces accidents à chaque instant de temps, ou ils sortent permanents de l'existence.
7. Les accidents dans les corps ne persistent pas davantage, et doivent être recréés. Ceci et la précédente prémisse nient le principe de causalité.
8. Seule la substance et l'accident existent : les corps ne diffèrent que par leurs accidents.
9. les accidents subsistent dans un substratum commun : un accident ne peut subsister dans un autre accident.
10. Tout état des choses pouvant être imaginé est admissible dans une controverse intellectuelle.
11. Tous les types d'infinité (infini en acte ou infini en puissance) sont impossibles. Une série infinie de causes est inadmissible, de sorte qu'il y a nécessairement une première cause[2].
12. Les sens peuvent se tromper : on ne doit pas se fier aux sens pour les besoins d'une démonstration.

En réalité, tous ces principes n'étaient pas des éléments du Kalam juif tel que pratiqué par des penseurs particuliers. Par exemple (Wolfson 1967), l'atomisme était un principe admis par les premiers Karaïtes, mais non par leurs successeurs ni par les Gueonim. De plus, Wolfson considère douteux qu'un ou plusieurs penseurs juifs aient jamais pu nier le principe de causalité. En revanche, l'occasionalisme que défendent les théologiens acharites les conduit en effet à nier la nécessité du lien de cause à effet.

### Arguments du Kalam selon Maïmonide
Dans le 74e chapitre du premier livre, Maïmonide reproduit les sept méthodes par lesquelles les Mutakallimūn démontraient la création du monde dans le temps. Dans le chapitre 75, il reproduit les 5 méthodes par lesquelles les Mutakallimūn démontrent l'unité de Dieu. Dans le chapitre 76, il reproduit les 3 méthodes par lesquelles les Mutakallimūn démontrent l'incorporéalité de Dieu. Toutes ces méthodes sont jugées par lui philosophiquement inadéquates et naïves.

## Mutakallamin juifs notables

### Rabbanites
- David ibn Merwan al-Mukammas
- Saadia Gaon
- Hai Gaon
- Samuel ben Hophni
- Nissim ben Jacob ben Nissim ibn Shahin de Kairouan

### Karaïtes
- Joseph ben Abraham al-Basir, auteur du Sefer HaNe'imot et du Mahkimat Peti.
- Yeshoua ben Yehouda al'muallim.
- Juda Hadassi, auteur du Sefer Eshkol Hakofer, contenant les principes de foi karaïtes
- Daniel al-Qumisi
- Yaqub al-Qirqisani
- Yefet ben Ali

La composition d'ouvrages écrits destinés à la postérité étant encore peu courante à l'époque de la domination du Kalam dans la pensée juive, peu de livres sont parvenus à nous (Wolfson 1967). On trouve en revanche de nombreuses citations et paraphrases, particulièrement dans les écrits de Saadia Gaon et de Maïmonide, mais le plus souvent, on ne possède que ce que Wolfson appelle « de simples noms » ("mere names"), d'individus présentés comme des penseurs éminents, qui n'ont cependant pas laissé d'autre trace. Wolfson fournit une liste de certains de ces "simples noms, " et suppose aussi que tous les penseurs juifs étaient en ce temps considérés comme des Mutakallimūn, ce que suggère des références de Moïse ibn Ezra et d'autres.

## Postérité du Kalam
La pensée juive kalamique influença des penseurs juif ultérieurs, dont Juda Halevi, Joseph ibn Zaddik, Bahya ibn Paquda, et le Rambam, qui le critiqua vigoureusement. Les œuvres des kalamistes juifs n'ayant pour la plupart pas été traduites en hébreu, leur influence déclina fortement avec la fin de l'âge d'or des Juifs en terre d'Islam (Stroumsa 2003).